# Comté de Bristol (Rhode Island)
Pour les articles homonymes, voir Comté de Bristol.
Le comté de Bristol est un comté de l'État de Rhode Island. Rhode Island ne compte en fait aucun comté, et ce découpage a uniquement une vocation géographique et statistique. La population du comté était de 50 793 habitants au recensement de 2020 pour une superficie de 116 km2, soit une densité moyenne de 794 hab./km2.
La ville principale est Bristol.

## Géographie

### Comtés voisins
|               | Comté de Providence |                                  |
| Comté de Kent | comté de Bristol    | Comté de Bristol (Massachusetts) |
|               | Comté de Newport    |                                  |

## Villes du comté
- Barrington
- Bristol
- Warren